# Rusko-perská válka (1826–1828)
Rusko-perská válka v letech 1826–1828 byla posledním velkým vojenským konfliktem mezi carským Ruskem a Perskou říší.
Po uzavření Gulistánské dohody, která ukončila předchozí válku v roce 1813, zavládl na Kavkaze na třináct let mír. Avšak Fát Alí Šáh, který se stále potýkal s potřebou zahraničních subvencí, se spoléhal na rady britských agentů, kteří ho tlačili k opětovnému získání území ztraceného ve prospěch Ruska a slíbili podporu pro vojenskou akci. Britský postoj nabral po konečné porážce Napoleona opět antiruské tendence.
O této otázce bylo rozhodnuto na jaře roku 1826, kdy v Teheránu zvítězila vojenská strana Abbase Mirzi a ruský vyslanec Alexandr Sergejevič Menšikov byl dán do domácího vězení. Ruský velitel, generál Jermolov si svým postupem odcizil obyvatelstvo v nově získaných oblastech a přeháněl plnění podmínek gulistánské smlouvy, čímž ještě více provokoval Peršany. Peršané získali počáteční převahu a pochodovali podél Kaspického moře směrem na Tbilisi, cestou se k nim přidávali lokální vládci a generál Jermolov se raději stáhl z Gandži. Rusové posílili své vojsko muži a aktivnějšími veliteli a Britové odmítli Peršanům pomoc, odvolávali se přitom na smlouvu z roku 1809, která vylučovala britskou pomoc v případě, že by byla Persie agresorem.
Během necelého roku perská armáda Abbase Mirzi i jeho bratra Mohammada Mirzi prohrála v několika bitvách. Ganžu získali zpět Rusové a počátkem října 1828 také zabrali Jerevan. Válka skončila po okupaci města Tabríz koncem října 1828.
Tato válka měla pro Persii ještě horší důsledky než válka v letech 1804–1813, neboť následná dohoda z Turkmenčaje ji zbavila posledních zbývajících území na Kavkaze, včetně celé dnešní Arménie, jižního zbytku dnešního Ázerbájdžánu a území dnešního Igdiru v Turecku. Prostřednictvím dohod z Gulistánu a Turkmenčaje Persie tedy ztratila všechna území na Kavkaze ve prospěch Ruska, přišla o Jerevan a hranice se posunuly až k řece Araks. Peršané museli zaplatit válečné reparace ve výši 20 miliónu rublů a vrátit všechny zajatce, včetně těch, kteří pobývali v zajetí dvacet a více let.
Válka naznačila konec éry rusko-perských válek, přičemž Rusko bylo nyní bezpochybnou dominantní silou na Kavkaze. Persie (Írán) byla nucena postoupit území, která nikdy nezískala zpět. Dobytá území zůstala pod ruskou nadvládou 160 let až do získání nezávislosti, s výjimkou Dagestánu, který je stále součástí Ruska. V roce 1991 s rozpadem SSSR vznikly na velké části Zakavkazska nové státy jako Gruzie, Ázerbájdžán a Arménie, které se kdysi v roce 1828 dostaly pod nadvládu Ruska.
Jako přímý důsledek dohod z Gulistánu a Turkmenčaj, které vyplynuly z obou rusko-perských válek 19. století, jsou národy jako Azerové a Talyšové rozděleni mezi dva státy – Ázerbájdžán a Írán.